# Jean Ier d'Alençon (Valois)
Pour les articles homonymes, voir Jean Ier d'Alençon (Bellême) et Jean Ier.
Jean Ier d'Alençon, dit le Sage, né le 9 mai 1385 , mort à Azincourt le 25 octobre 1415, comte, puis duc d'Alençon et comte du Perche, fils de Pierre II d'Alençon et de Marie Chamaillard. Il fut le premier de la lignée à porter le titre de duc. Il fut également seigneur de Verneuil, de Fougères, de Domfront et de la Guerche, et vicomte de Beaumont. Pair de France.

## Biographie
Il succéda jeune à son père et vécut dans une période de confusion, au milieu des factions qui divisaient l’entourage de Charles VI le Fou. Il soutint Louis d’Orléans et ravagea les terres de partisans des Bourguignons dans le Vermandois, puis participa aux prises de Saint-Denis et Saint-Cloud. Charles VI, alors qu’il assiégeait les ducs de Berry et de Bourbon à Bourges, envoya Louis d’Anjou contre Jean d’Alençon, qui dut faire sa soumission au roi, et l’accompagna aux sièges de Compiègne, Noyon, Soissons, Bapaume et Arras. Le roi l’arma chevalier devant Bapaume et érigea Alençon en duché-pairie en 1414. 
Il fait sceller, le 25 août 1414, de son sceau armorié un aveu de sa baronnie de Château-Gontier que Jean Dosdefer, son procureur, présenta le 16 mars suivant aux assises d'Angers.
Henri V d'Angleterre envahit la France, et la rencontre des deux armées se fit à la bataille d’Azincourt. Lors de cette grande "desconfiture", Jean d’Alençon montra la même témérité que son ancêtre à Crécy, et y fut tué : il est souvent crédité d'avoir tué le duc d'York et blessé le duc de Gloucester avant d'attaquer Henry V. Il aurait, dans ses derniers instants, réussi à ôter d’un coup de hache la couronne fixée sur le cimier du roi d’Angleterre avant d'être tué par le noble gallois Dafydd Gam.
Son corps fut porté en l’abbaye de Saint-Martin de Sées, où il est enterré.

## Mariage et enfants
Il épouse le 26 juin 1396 Marie de Bretagne (1391 † 1446), fille de Jean IV de Bretagne et de Jeanne de Navarre, et eut :
- Pierre (1407 † 1408), comte du Perche ; sans union, ni descendance ;
- Jean II (1409 † 1476), duc d’Alençon et comte du Perche ;
- Marie (1410 † 1412) ; sans union, ni descendance ;
- Jeanne (1412 † 1420) ; sans union, ni descendance ;
- Charlotte (1413 † 1435); sans union ;

Il eut aussi des enfants illégitimes de plusieurs maîtresses : 
- Pierre (1405 † 1424), bâtard d’Alençon, seigneur de Gallardon ;
- Marguerite, bâtarde d’Alençon, mariée à Jean de St-Aubin, seigneur de(s) Préaux, d'où descendance (ainsi, en 1469, le sire de Préaux était Pierre de St-Aubin ; en 1479, autre Jean de St-Aubin : cf. Société historique de Lisieux, §4, et abbé Louis-Joseph Fret : Antiquités et chroniques percheronnes, 1858, p. 486) ;
- Renée, bâtarde d’Alençon, mariée en 1434 ou 1435 à Pierre Le Poulchre de la Motte, d'où descendance